# Times Square Tower
Times Square Tower é um arranha-céu, actualmente é o 189º arranha-céu mais alto do mundo, com 221 metros (726 ft). Edificado na cidade de Nova Iorque, Estados Unidos, foi concluído em 2004 com 47 andares.